# Jone Salauneune
Jone Salauneune (18 de septiembre de 1993) es un futbolista fiyiano que juega como delantero en el Nadi FC.

## Carrera
Debutó en el Tavua FC en 2010 y sus buenas actuaciones provocaron que en 2011 lo fichara el Ba FC. En 2013 pasó al Nadi FC.

### Clubes
| Club                    | País | Año             |
| ----------------------- | ---- | --------------- |
| Tavua Football Club     | Fiyi | 2010            |
| Ba Football Association | Fiyi | 2011 - 2013     |
| Nadi FC                 | Fiyi | 2013 - Presente |